# Oudegein
Oudegein is een wijk van Nieuwegein, in de Nederlandse provincie Utrecht. De wijk bestaat voornamelijk uit 'Park Oudegein', met op een paar plekken bewoning. Oudegein heeft 34 inwoners (2008).)
De wijk grenst, met de klok mee aan de wijken; Merwestein, Fokkesteeg, Hoog-Zandveld, het gebied de Hoge Landen en Doorslag. In het westen stromen de Doorslag en de Kromme IJssel.

## Geschiedenis
Historisch gezien bestaat het gebied uit drie delen:
- Huis Oudegein in het noorden van het gebied met het aangrenzende gebied ten noorden hiervan wat tot 1971 onderdeel was van de gemeente Jutphaas.
- Het uiterste westen, waar de Kromme IJssel een aftakking vormt van de Hollandse IJssel, is de plek waar de historische stad Geyne zich bevond en in latere tijden de buurtschap Geinoord.
- Het tussenliggende en grootste gebied was voor het ontstaan van het Park Oudegein de Oude Geinsche Polder, die tot 1971 onderdeel was van de gemeente Vreeswijk. Deze polder en de delen ten noorden van Huis Oudegein behoorden tot 1973 aan jonkheer De Geer van Oudegein.

## Park Oudegein

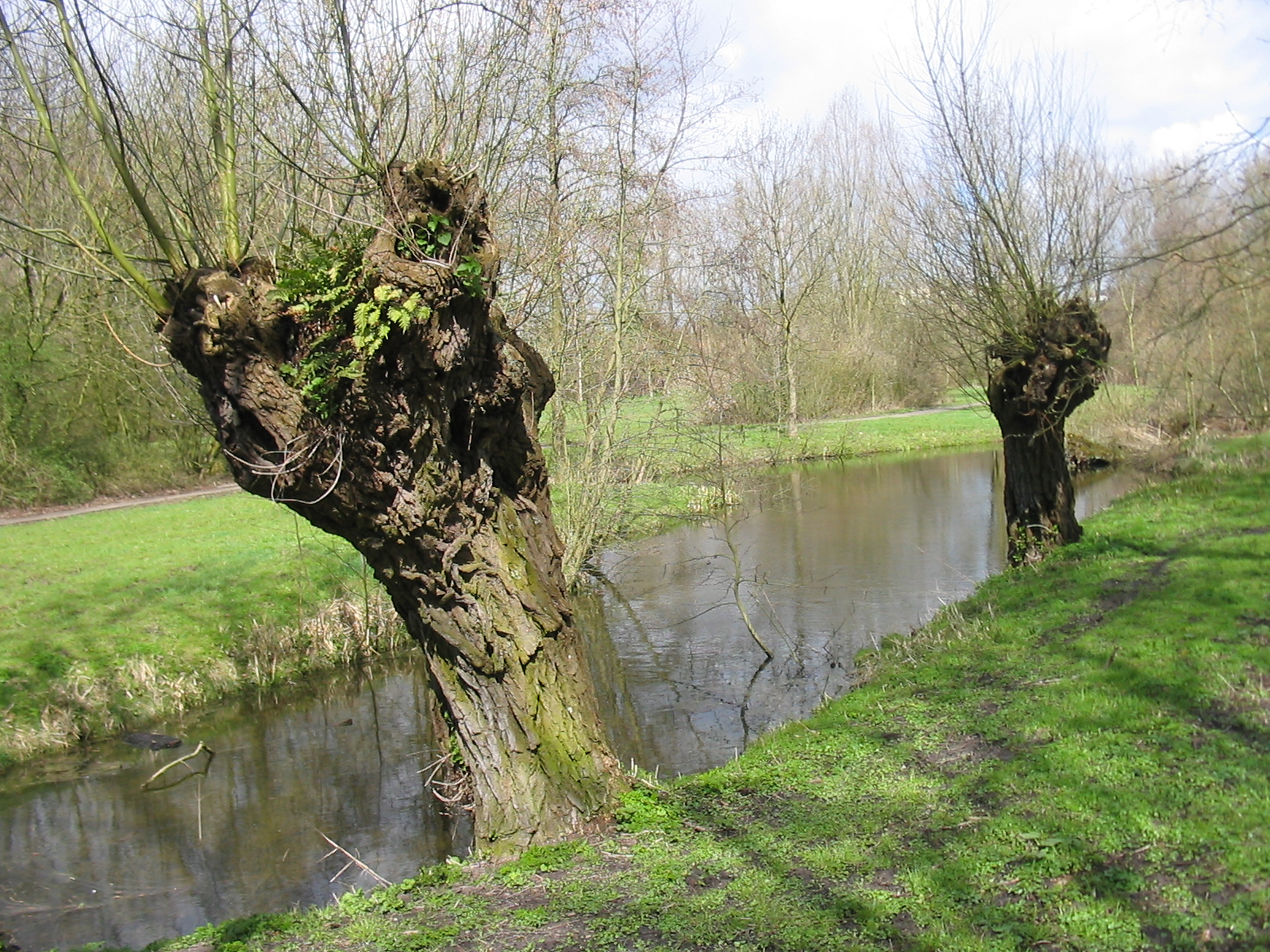
Knotwilgen in het park

Het park fungeert als stadspark van Nieuwegein en kan gezien worden als de groene long van de voormalige groeistad. Een deel is ongeveer hetzelfde gebleven als voor het ontstaan van Nieuwegein en heeft daarom nog steeds een belangrijke ecologische waarde, zo kent het een bijzondere mossenflora. Er is een grote vijver met enkele kleinere daarom heen. Er zijn in het park vele open en gesloten ligweides. Er is een cooperbaan en een diskgolf-baan uitgezet.
In Park Oudegein bevinden zich de historische boerderij IJsselstee; nu een kinderboerderij, het Museum Warsenhoeck voor locale geschiedenis, een milieu-informatiecentrum en een ijsbaan. Het historische Huis Oudegein en het landgoed daaromheen, zijn niet vrij toegankelijk en kan alleen op afspraak bezocht worden.
Het park wordt gebruikt voor lokale evenementen zoals de Parkdagen en Geinbeat.

## Diversen
Ten zuiden van het park ligt Sportpark Parkhout, waar twee voetbalclubs, VSV Vreeswijk & SV Geinoord, hun basis hebben. In het noorden van de wijk bevindt zich de lokale tennisvereniging Oudegein.
Tussen de voetbalvelden en het Helmkruid lag buitenzwembad 'Watergein.' Dit zwembad werd in 1989 gesloten en grotendeels gesloopt. Op het terrein bevindt zich sindsdien een bouwspeeltuin.
De sneltram die ten noorden en ten oosten loopt, kent drie haltes die aan de wijk grenzen; Merwestein, Fokkesteeg en Wiersdijk.
Woonwijken: Batau-Noord · Batau-Zuid · Blokhoeve · Doorslag · Fokkesteeg · Galecop · Hoog-Zandveld · Huis de Geer · Jutphaas-Wijkersloot · Lekboulevard · Merwestein · Stadscentrum · Vreeswijk · Zandveld · Zuilenstein

Overige wijken: Het Klooster · Hoge Landen · Laagraven-Liesbosch · Oudegein · Plettenburg · De Wiers

Voormalige gemeenten: Jutphaas · Vreeswijk

Utrecht · Plaatsen in de provincie      Nederland · Provincies · Gemeenten